# Diasporus gularis
Diasporus gularis é uma espécie de anfíbio  da família Eleutherodactylidae.
Pode ser encontrada nos seguintes países: Colômbia e Equador.
Os seus habitats naturais são: florestas subtropicais ou tropicais húmidas de baixa altitude, plantações , jardins rurais e florestas secundárias altamente degradadas.